# Stillfront Group
Stillfront Group es una empresa con sede en Suecia especializada en la adquisición y gestión de estudios de juegos móviles y de navegador.

## Historia
Stillfront fue fundada en 2010 por Jörgen Larsson, un emprendedor sueco. Aunque no comenzó a operar hasta 2012. El plan era construir una cartera diversificada de juegos de ciclo de vida largo, adquiriendo estudios de juego independientes y permitiendo que estos operaran de forma independiente dentro del mismo grupo.
En noviembre de 2012, Stillfront adquirió Power Challenge, un desarrollador y editor de juegos de gestión de deportes sociales para dispositivos móviles y basados en navegador.
En noviembre de 2013, Stillfront anunció que había adquirido el 51% de Bytro Labs y firmó un acuerdo para adquirir el 49% restante para 2016. La incorporación de Bytro amplió aún más la cartera de juegos de Stillfront con títulos como Supremacy 1914, PanzerWars e Industry Tycoon y fortaleció la empresa dentro del género de los juegos de estrategia.
En diciembre de 2015, la compañía completó con éxito una oferta pública inicial y cotizó sus acciones en NASDAQ First North Stockholm. El precio de cotización fue de 39 SEK por acción y el primer día de negociación fue el 8 de diciembre de 2015.
En junio de 2016, Stillfront anunció la adquisición de la mayoría de las acciones de Simutronics, uno de los estudios de desarrollo de juegos independientes más antiguos de América del Norte. Simutronics desarrolló juegos basados en texto estilo MUD GemStone IV y DragonRealms, así como los juegos móviles Tiny Heroes, One Epic Knight y Lara Croft Relic Run.
En diciembre de 2016, Stillfront adquirió Babil Games, el principal editor de juegos móviles de la región de Oriente Medio y África del Norte.
En mayo de 2017, Stillfront Group adquirió eRepublik Labs. La adquisición agregó títulos de juegos como eRepublik, Age of Lords y World at War: WW2 Strategy MMO al grupo.
En junio del mismo año, la cotización de las acciones de Stillfront se trasladó al NASDAQ First North Premier Growth Market.
En enero de 2018, Stillfront completó la adquisición de Goodgame Studios por 270 millones de euros.
En octubre del mismo año, Stillfront adquirió Imperia Online, un desarrollador y editor de juegos líder en el sureste de Europa que se centra en las relaciones con los jugadores a largo plazo.
Además, en diciembre de 2018, Stillfront adquirió Playa Games, un desarrollador y editor líder de juegos de estrategia informal en Alemania.
Durante el verano de 2019, Stillfront adquirió Kixeye, un desarrollador y editor líder de juegos de estrategia en tiempo real multijugador masivo (MMORTS) para PC y dispositivos móviles.
En enero de 2020, la empresa anunció la adquisición de Storm8, un desarrollador líder de juegos móviles con sede en California por hasta $ 400 millones.